# Sơn Tây (phường)
Sơn Tây là một phường thuộc thành phố Hà Nội, thủ đô của Việt Nam. Phường được hình thành trên cơ sở sáp nhập các phường Ngô Quyền, Phú Thịnh, Viên Sơn, xã Đường Lâm, một phần các phường Trung Hưng, phường Sơn Lộc và xã Thanh Mỹ thuộc thị xã Sơn Tây cũ của Hà Nội, trong đợt Sáp nhập tỉnh, thành Việt Nam 2025.

## Hành chính
Phường Sơn Tây được thành lập theo Nghị quyết số 1656/NQ-UBTVQH15 của Ủy ban Thường vụ Quốc hội Việt Nam, ban hành ngày 16 tháng 6 năm 2025. Theo đó, sắp xếp toàn bộ diện tích tự nhiên, quy mô dân số của các phường Ngô Quyền, Phú Thịnh, Viên Sơn, xã Đường Lâm, một phần diện tích tự nhiên, quy mô dân số của phường Trung Hưng, phường Sơn Lộc và xã Thanh Mỹ thuộc thị xã Sơn Tây cũ, để thành lập phường Sơn Tây.
Sau sắp xếp phường có diện tích tự nhiên 23,44 km2, quy mô dân số 31.062 người. Phía Bắc giáp xã Vĩnh Phú tỉnh Phú Thọ, phía Tây giáp xã Minh Châu, phía Đông giáp xã Phúc Lộc và Phúc Thọ, phía Nam giáp phường Tùng Thiện. Trụ sở Phường dự kiến đặt tại số 5 Trưng Vương (Đảng ủy) và số 1 Phó Đức Chính (Ủy ban nhân dân), thuộc thị xã Sơn Tây cũ.